# Kaplica św. Andrzeja na zamku w Braniewie
Kaplica św. Andrzeja na zamku w Braniewie (niem. Andreaskapelle) – średniowieczna kaplica w wieży bramnej zamku biskupiego w Braniewie, wzniesiona w pierwszej połowie XIV wieku.

## Czas powstania zamku oraz kaplicy
Zamek w Braniewie zbudowano w pierwszej połowie XIV wieku w czasach biskupa Henryka I Fleminga (1279–1300). Pierwsza informacja źródłowa o zamku w Braniewie po jego lokalizacji w nowym miejscu (pierwszy gród zniszczyli Warmowie w czasie powstań pruskich) została zawarta w dokumencie z 1282 roku.
Kaplica św. Andrzeja w wieży bramnej była kontynuatorką wezwania pierwszego kościoła, istniejącego w Braniewie już przed 1249 rokiem. W 1260 roku biskup Anzelm erygował w Braniewie kapitułę, której patronem został św. Andrzej Apostoł. Kaplica zamkowa wzmiankowana jest po raz pierwszy w 1313 roku. Nie ma jednak pewności, czy ta wzmianka dotyczyła oratorium we wieży bramnej, czy innego obiektu. Wnioskując na podstawie formy sklepienia oratorium historycy Marian Arszyński i Marian Kutzner datowali powstanie kaplicy na okres około 1320–1330.
Reprezentacyjna kaplica musiała powstać przed przeniesieniem siedziby biskupstwa przez Hermana z Pragi do Ornety, a zatem przed rokiem 1340. Zamek w Braniewie został w pełni ukształtowany w pierwszej połowie XIV wieku (świadczy o tym kopiowanie koncepcji przestrzennej warowni braniewskiej w zamkach w Reszlu, Jezioranach i Olsztynie, których budowę rozpoczęto na początku lat pięćdziesiątych XIV w.).

## Architektura i symbolika kaplicy
Kaplica umiejscowiona nad przejazdem bramnym zajmowała pomieszczenie na rzucie prostokąta nieznacznie rozciągniętego na linii północ-południe (czyli poprzecznie do osi przejazdu). Wszystkie ściany porozdzielane były wewnątrz szeregiem wnęk wydrążonych w grubości muru, wprowadzających – z wyjątkiem ściany południowej – dwustrefową dyspozycję wnętrza kaplicy. Taki układ przestrzenny nawiązywał do tradycji dwupoziomowych arystokratycznych kaplic pałacowych w średniowieczu, poświadczając sakralne przeznaczenie budowli.
Naroża pozostawiono w pełnej grubości muru, przebijając je tylko na wysokości arkad górnego poziomu wąskim krużgankiem. Takie rozwiązanie umożliwiało komunikację pomiędzy górnymi niszami. Do komunikacji pionowej służyły kręte schody, usytuowane w północno-zachodnim narożniku kaplicy. Wkomponowanie pionu klatki schodowej spowodowało zwężenie rozpiętości arkad ściany północnej i zachodniej, co skutkowało ich nieharmonijnym podziałem w stosunku do naprzeciwległych ścian. Obiegający kaplicę z trzech stron wewnętrzny ganek nie miał charakteru obronnego, a był rodzajem otaczającej wnętrze empory, pogłębionej wydatnie przy ścianie północnej, niewątpliwie w celu posadowienia tam tronu biskupiego. O wyjątkowości miejsca po stronie północnej świadczy nie tylko poszerzenie podstawy ganku, ale również zaakcentowanie tej partii tak wewnątrz, jak i w elewacji jedynym w całej budowli oculusem.

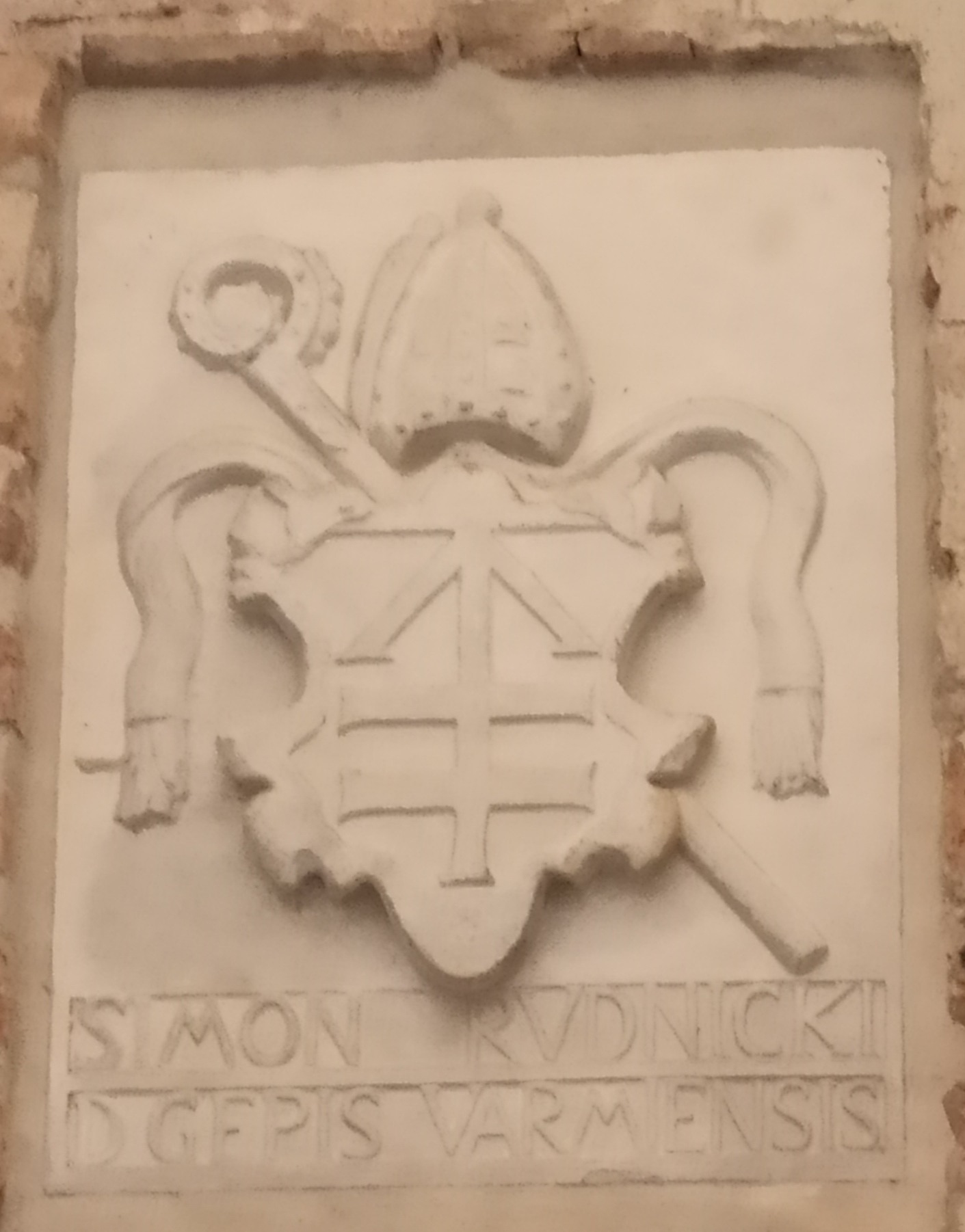
Herb biskupa Rudnickiego

Naturalne oświetlenie strefy dolnej kaplicy zapewniały dwa niewielkie bliźniacze okienka umieszczone we wnękach, natomiast strefę górną oświetlało duże okno ostrołukowe o profilowanych ościeżach osadzone w ścianie wschodniej oraz okrągłe, później zamurowane, w ścianie północnej. W miejscu zamurowanego okna zamieszczono w początkach XVII w. prostokątną tablicę z tarczą herbową biskupa Szymona Rudnickiego (1522–1621) z napisem poniżej: „SIMON RUDNICKI D[EI] G[RATIA] EPIS[COPUS] VARMIENSIS” (czyli: Szymon Rudnicki z łaski Bożej biskup warmiński). Okazała tablica umiejscowiona była na ścianie tuż za tronem biskupa, który tu niegdyś zasiadał, biorąc udział w liturgii. Ów herb wspomniany jest po raz ostatni w dokumentacji konserwatorskiej w 1960 roku. Tablica później zaginęła w niewyjaśnionych okolicznościach. W 2020 roku, w trakcie dokonanej renowacji budowli, umieszczono na tym miejscu zrekonstruowaną kopię herbu (na zdjęciu).
Naprzeciwko, w niszy ściany południowej, umieszczony był ołtarz. Wygląd ściany południowej różni się od pozostałych. Jako jedyna ściana w kaplicy nie uwzględnia hierarchicznej artykulacji dwustrefowej, będącej podstawową cechą definiującą wnętrze kaplicy. Monumentalna wnęka ołtarzowa łączy obie strefy, podkreślając ich przestrzenną tożsamość. (Współcześnie znajduje się tu duży witraż z wizerunkiem św. Andrzeja, wykonany przez dra hab. Andrzeja Kałuckiego z Pracowni Witrażowej Wydziału Sztuk Pięknych UMK w Toruniu.) Umieszczenie ołtarza po stronie południowej, a nie przy ścianie wschodniej było podyktowane względami praktycznymi. Architekt projektujący kaplicę wykorzystał jedynie zaprogramowaną już w planie budynku oś wzdłużną, tak by na obu jej końcach umieścić najważniejsze elementy znaczeniowe: ołtarz i tron władcy. Tak więc oś wschód-zachód, na której założono przejazd bramny, w kondygnacji mieszczącej kaplicę została zarzucona na rzecz osi północ-południe, korzystniejszej dla zorganizowania przestrzeni niewielkiego oratorium. Tak więc wynikiem rozbudowy oraz połączenia dwóch funkcji wieży stało się dwoiste zorientowanie budowli. 
Kaplicę nakrywało sklepienie gwiaździste czteroramienne, z wpisanymi krótkimi żebrami tworzącymi kształt krzyża greckiego. Żebra wspierały się na konsolach (wspornikach) osadzonych w narożnikach na poziomie ganku, mniej więcej w połowie wysokości wnętrza kaplicy. W najwyższym punkcie sklepienia – 7,5 metra nad posadzką kaplicy – znajdował się zwornik sklepienia. Sklepienie zawaliło się po pożarze zamku w 1945 roku i zostało zrekonstruowane w roku 1960. 
Struktura wnętrza kaplicy nawiązuje pod pewnymi względami do tradycji architektury romańskiej. Ujawnia się w sposobie artykulacji ścian przy zastosowaniu głębokich wnęk, a w szczególności przez wprowadzenie pasażu, który poprzebijał naroża. Takie rozczłonowanie ściany za pomocą wycinanych w ścianie muru nisz powiększa przestrzeń w świątyni, a zarazem ukazuje masywność i potencję konstrukcyjną murów wieży. Technika grubego muru była wówczas nie tylko wyznacznikiem bogactwa w odniesieniu do formy architektonicznej, ale zaświadczała również o prestiżu i bogactwie władcy.
Kaplica od samego początku jej budowy była pomyślana w taki sposób, by spełniać wszelkie wymogi reprezentacji i manifestować prestiż władzy biskupów warmińskich — panów stołecznego w diecezji zamku i rządców terytorium dominialnego. Głównym wyróżnikiem kaplicy jest jej układ emporowy, przejawiający się dwukondygnacyjnością formy, uzyskany poprzez spiętrzenie dwóch kaplic, usytuowanych w pionie jedna nad drugą (tzw. doppelkapelle). Kaplica św. Andrzeja w Braniewie odbiega jednak jej uproszczoną formą przestrzenną (brak podziałów wnętrza) oraz funkcjonalną (brak górnego ołtarza) od innych rozwiązań modelowych. Zasadniczą rolą górnego poziomu było tu umiejscowienie tronu głównego gospodarza zamku. Splendor zasiadania wyżej od innych innych, często również dostojnych gości, był niezaprzeczalnym wyróżnikiem władcy. Tak więc choć braniewskie oratorium nie stanowiło typowej kaplicy podwójnej, to jednak odwołanie do tradycji reprezentacyjnych kaplic dwupoziomowych, biorących pierwowzór z kaplicy Karola Wielkiego w Akwizgranie ma szczególną wymowę. Takie nawiązanie wyróżniało kaplicę braniewską w państwie krzyżackim, podnosząc jej rangę oraz prestiż.
Kolejnym aspektem funkcjonalności kaplicy jest kwestia dostępności do obu poziomów kaplicy braniewskiej. Dostęp do górnej empory bezpośrednio z sąsiadującego pałacu był nie tylko przejawem wygody biskupa, lecz symbolizował zarazem jego wyższość. Przywilej poruszania się stale w ramach tego samego poziomu dostępny był tylko najwyższej elicie.
O oryginalności braniewskiej kaplicy świadczy nie tylko jej forma architektoniczna, lecz również wybór miejsca jej lokalizacji. Posadowienie kaplicy na piętrze w wieży, w dodatku ponad przejazdem bramnym, posiadało szczególne znaczenie. Taka lokalizacja to nie tylko oryginalne rozwiązanie architektoniczne, ale mające też znaczący wydźwięk apotropaiczny i chroniący.
Zatem wszystkie trzy zastosowane tu tradycje architektoniczne – kaplicy podwójnej, wyniesienia kaplicy „ku górze” i umiejscowienie w połączeniu i na jednym poziomie z locum biskupim oraz umieszczenie jej w wieży nad wjazdem do zamku – służyły manifestowaniu treści związanych z symboliką władzy. Takie posadowienie kaplicy stanowi dosłowne przedłużenie pałacu – pałac zaś i jego mieszkańcy zaznają splendoru sakralizacji. Zwornikiem tych znaczeń było wezwanie świątyni – św. Andrzeja Apostoła. Kaplica zamkowa stawała się w ten sposób kontynuatorką pierwszego kościoła w Braniewie i na całej Warmii, posiadającego to właśnie wezwanie – gdyż św. Andrzej patronował warmińskiej kapitule od początku jej istnienia.

## Sekularyzacja kaplicy
Tak jak rok powstania kaplicy pozostaje niepewny, to cezurą wyznaczającą kres jej funkcjonowania jako obiektu sakralnego jest pierwszy rozbiór Polski, po którym Braniewo, jak i cała Warmia, znalazła się pod panowaniem Prus. Władze pruskie dekretem z 2 lutego 1773 o sekularyzacji dóbr kościelnych przejęły związane z tymi dobrami budynki, w tym również zamek w Braniewie z wieżą bramną i kaplicą. W zamku ulokowano najpierw administrację państwową i ziemską, zaś od 1811 roku szkołę kształcącą nauczycieli. W latach 1874–1876 na placu zamkowym wzniesiono nowy okazały budynek szkoły, w który wkomponowano średniowieczną wieżę bramną. Wieża stała się odtąd łącznikiem dwóch skrzydeł szkoły, pełniąc mało reprezentacyjną funkcję ciągu komunikacyjnego i klatki schodowej (osobny artykuł: Seminarium Nauczycielskie w Braniewie).
Podczas II wojny światowej, w czasie przetaczającego się przez miasto frontu w czasie luty-marzec 1945 roku, zamek w Braniewie spłonął, a około 1958 roku jego ruiny zostały rozebrane. Jedynym obiektem, który pozostał na pustym odtąd placu, była wieża bramna mieszcząca kaplicę św. Andrzeja. W 1960 dokonano niezbędnych prac zabezpieczających i konserwatorskich we wieży, w tym zrekonstruowano sklepienie gwiaździste kaplicy, a całość budowli nakryto dachem. Odtąd wieża stała nieużytkowana.
W latach 2019–2020 Wieża Bramna z kaplicą św. Andrzeja została poddana gruntownym pracom konserwatorskim, po których zabytkowy obiekt został 19 września 2020 uroczyście otwarty i udostępniony zwiedzającym, stając się kolejną historyczną pamiątką Braniewa.